# Ahmed Bahaeddine Attia
Ahmed Bahaeddine Attia (arabisch أحمد بهاء الدين عطية, DMG Aḥmad Bahāʾ ad-Dīn ʿAṭiyya; * 26. Mai 1946 in Sousse; verstorben 10. August 2007 in Tunis) war ein tunesischer Filmproduzent, Filmregisseur und Drehbuchautor. Bekanntheit erlangte er als Produzent der Filme Halfaouine – Zeit der Träume von Férid Boughedir, Palast des Schweigens von Moufida Tlatli oder Der Mann aus Asche von Nouri Bouzid. Er war Direktor des Carthage Film Festivals (fr: Journées cinématographiques de Carthage – JCC) in den Jahren 1992, 1994 und 2004 und Gründer der Produktionsgesellschaft Cinétéléfilms sowie der Association Internationale des Producteurs Indépendants de la Méditerranée (APIMED) im Jahr 1997. Seit 2000 stand er der Gewerkschaft tunesischer Produzenten (Chambre Syndicale des Producteurs Tunisiens) und der 2003 gegründeten Coordination Maghrébine des Exploitants Distributeurs vor.

## Leben
Geboren und aufgewachsen in Sousse verbrachte Attia während seiner Jugend seine Zeit in Filmklubs und mit Amateur-Filmemachern, ehe er ein Literaturstudium in Paris absolvierte. Danach studierte er Regie in Rom und schloss sein Studium mit Il Bollorino, einer Schwarz-weiss-Arbeit, als Diplomfilm ab. Er begann seine berufliche Laufbahn zunächst als Regieassistent, arbeitete 1974 als Produktionsmanager am Fernsehfilm Roma rivuole Cesare von Miklós Jancsó und war Mitglied der Produktionen von Das Leben des Brian von Regisseur Terry Jones und Il ladrone von Pasquale Festa Campanile in Funktion des Produktionsmanagers. Im Jahr 1986 war er als Administrator für den Film Les roses de Matmata von Regisseur José Pinheiro tätig. Während der 80er Jahre arbeitete er einige Zeit mit Tarak Ben Ammar für dessen Produktionsgesellschaft Carthago Films als Regisseur zusammen, ehe er sich entschloss seine eigene Produktionsfirma, die Cinétéléfilms, im Jahr 1983 zu gründen. Mit seiner eigenen Produktionsgesellschaft produzierte Attia einige Filme, die heute zu den bedeutendsten des tunesischen Kinos zählen, darunter die bereits genannten der Regisseure Boughedir, Tlatli und Bouzid. Dennoch soll Attia sich oft über den Zustand des tunesischen Kinos beschwert haben. So gab es im Jahr 1955 noch 150 Vorführräume für 3 Millionen Einwohner Tunesiens, im Jahr 2007 noch ganze 15 Säle für 10 Millionen Einwohner. In der Folge engagierte Attia sich um das tunesische Kino voranzubringen.
Er war über einige Jahre Präsident und später Generalsekretär der Association des Cinéastes Tunisiens. Von 1975 bis 1985 war er Vizepräsident der Pan African Federation of Filmmakers (FEPACI), von 1989 bis 1995 Exekutivsekretär derselben. Er gründete im Jahr 1997 die Association des Producteurs Indépendants de la Méditerranée (APIMED), deren Vorsitzender er ab 1997 war und leitete ab dem Jahr 2000 die Chambre Syndicale des Producteurs Tunisiens. Der im Januar 2003 gegründeten Coordination Maghrébine des Exploitants Distributeurs stand er ebenfalls als Leiter vor. Als Filmaktivist kombinierte Attia sein Leben mit den beruflichen Aktivitäten, indem er viel nachdachte, niederschrieb und praktische Lösungen für alle Schwierigkeiten vorschlug, mit denen dieser Sektor in seinem Land und auf dem Kontinent konfrontiert war. Attia glaubte an den Nord-Süd-Dialog und die Universalität des Kinos, unabhängig seines Ursprungs. Die Schwäche des Inlandsmarktes war Attia bewusst, so versuchte er immer sich mit seinen Produktionen für den internationalen Markt zu öffnen. Neben seiner Tätigkeit als Jurymitglied für das Carthage Film Festival und in Funktion als dessen Direktor in den Jahren 1992, 1994 und 2000 war er Jurymitglied des International Istanbul Film Festival, den Internationalen Filmfestspielen von Cannes sowie der Mostra de Valencía – Cinema del Mediterrani und dem Festival International du Film de Mons.
In einer Mitteilung gab das tunesische Kulturministerium am 11. August 2007 den Tod des Produzenten bekannt. Der damalige Präsident von Tunesien, Zine el-Abidine Ben Ali, würdigte in einer Nachricht an die Familie des Verstorbenen dessen lange „künstlerische Reise“ und seinen „herausragenden Beitrag zum kulturellen Leben und zur Förderung des tunesischen Kinos“. Der Filmkritiker Tahar Chikhoui sagte der AFP, dass Attia an den Folgen einer Krebserkrankung verstorben sei und am 11. August 2007 in seiner Heimatstadt Sousse beigesetzt werden sollte. Viele Künstlerinnen – mit der muslimischen Tradition brechend und ohne mit einem Tuch den Kopf zu bedecken – nahmen daran teil. Auch der französische Journalist und Regisseur Serge Moati war anwesend. Oft findet sich der zweite Vorname Attias nur abgekürzt als Baha in Publikationen oder Presseartikeln. Freunde sollen Attia kurz und liebevoll zu Lebzeiten « Hmayed » gerufen haben, wie Jeune Afrique im Nachruf für den Produzenten schrieb. Sein Sohn, Habib Attia, führt als Produzent die Cinétéléfilms fort. Im Mai 2019 gaben die Organisatoren des Luxor African Film Festival (LAFF) im Pavillon Tunesiens auf einer Pressekonferenz im Rahmen der Filmfestspiele von Cannes bekannt, dass die Ausgabe des Festivals in Luxor im März 2020 neben Ahmed Bahaeddine Attia auch Sotigui Kouyaté und der ägyptischen Schauspielerin und Sängerin Akila Ratib gewidmet sein wird.

## Schaffen als Produzent
Während seiner Karriere produzierte Attia Kino- und Kurzfilme, Dokumentationen, Fernsehserien und in seinen letzten Lebensjahren auch Animationsfilme. Neben der Produktion so erfolgreicher Filme wie Halfaouine – Zeit der Träume und Palast des Schweigens produzierte er im Jahr 1992 den prämierten Film Le sultan de la Médina von Moncef Dhouib oder den Kurzfilm Fifty fifty mon amour von Regisseurin Nadia El Fani gefolgt von der Fernsehserie El Douar des tunesischen Regisseurs Abdelkader Jerbi im selben Jahr. Langanhaltend war für Attia die Zusammenarbeit mit Regisseur Nouri Bouzid, für den er dessen Spielfilmdebüt Der Mann aus Asche aus dem Jahr 1986, Safa'ih min dhahab im Jahr 1989, gefolgt von Bezness – Business – Das Geschäft mit der Sehnsucht und Bent Familia in den 90er Jahren produzierte. Für die Dokumentation La guerre du Golfe... et après? die sich aus 5 Kurzfilmen der tunesischen Regisseure Nouri Bouzid (C'est Shéhérazade qu'on assassine) und Nejia Ben Mabrouk (A la recherche de Saïma), dem aus dem Libanon stammenden Borhane Alaouié (Eclipse d'une nuit noire), dem aus Marokko stammenden Regisseur Mostafa Derkaoui mit seinem Beitrag Le Silence und Hommage par assassinat von Elia Suleiman zusammensetzt und sich mit den Fragen des Zweiten Golfkriegs befasst, war Attia 1993 der Produzent.
Als Executive Producer arbeitete Attia 1991 für 2 Folgen an der Fernsehserie Julianus barát des aus Ungarn stammenden Regisseurs und Drehbuchautors Gábor Koltay, der mit seiner Hauptfigur Györk alte heidnische Sagen und die ursprüngliche Heimat der Magyaren entdecken ließ. 1993 war er ebenfalls als Executive Producer für den französischen Fernsehfilm Leïla née en France von Miguel Courtois und den Spielfilm Le nombril du monde von Ariel Zeitoun, einer Geschichte um Bajou in Tunesien unter französischem Protektorat, tätig, für die Michel Boujenah für den César als Bester Hauptdarsteller und Thomas Langmann für den César als Bester Nebendarsteller im Jahr 1994 nominiert wurden. Ebenfalls mit einem Gewinn des César für das Beste Kostüm im Jahr 1996 für Christian Gasc und mit einer Nominierung für das Beste Szenenbild für Michèle Abbé-Vannier wurde der von Attia für Frédéric Mitterrand produzierte Film Madame Butterfly geehrt. Der Kurzfilm Aïd El Kebir von Karin Albou, der beim Festival du Court-Métrage de Clermont-Ferrand 1999 mit dem Grand Prix für den Besten Film im nationalen Wettbewerb ausgezeichnet wurde, entstand als Zusammenarbeit mit Produzent Laurent Lavolé und Attia sowie 2 weiteren Filmschaffenden als Koproduzenten. Für den Film Die Tochter von Keltoum des Regisseurs Mehdi Charef waren alleine 14 Produktionsgesellschaften und Filmförderer beteiligt, Attia mit seiner Produktionsfirma ebenso wie Canal+ oder Eurimages. Die Geschichte um eine in der Schweiz aufgewachsene Frau, die zurück in ihr Geburtsland Algerien reist, um ihre Mutter zu treffen, wurde 2002 beim Torino Film Festival für den Preis der Stadt Turin als Bester Film nominiert.
Bereits Ende der 80er Jahre war Attia Mitproduzent des Films Le Train de Canhoca, einer Geschichte um 19 politische Gefangene, die mit einem überdachten Waggon nach Luanda fahren, der Zug wird drei Tage lang am Bahnhof Canhoca festgehalten. In der brütenden Hitze beginnt die Einheit der Gefangenen unter Durst und Hunger zu zerfallen. Aus politischen Gründen durfte der Film des Regisseurs Orlando Fortunato de Oliveira erst 2004 veröffentlicht werden. Zusammen mit dem syrischen Filmemacher Mohammad Malas schrieb Attia das Drehbuch für den Film Bab el makam, den er auch produzierte mit Malas als Regisseur. Im Jahr 2000 hatte Attia die Idee und den Wunsch die Geschichte des Mittelmeers, Karthagos und des kreativen Volkes der Phönizier jenseits vom Blick des Hollywoodkinos oder der westlichen Filmemacher zu erzählen. Er entwarf das Konzept und während der Entstehung des Drehbuchs wurde entschieden die Geschichte als Animationsserie für Kinder zwischen 8 und 14 Jahren umzusetzen. Um der Geschichte und Kultur Karthagos treu zu bleiben, zog man den Historiker Hassine Fantar hinzu. Regie führte für dieses Projekt der aus Algerien stammende Regisseur Abdelkader Belhadi. Der von Attia mitproduzierte Animationsfilm nahm am Carthage Film Festival, dem Festival Views of Africa in Montreal und weiteren Festivals in Amsterdam und Portugal teil.

## Werke

### Filmproduzent
- 1986: Der Mann aus Asche (fr: L’homme des cendres)
- 1989: Safa'ih min dhahab (fr: Les Sabots en or)
- 1990: Halfaouine – Zeit der Träume
- 1991: Julianus barát (Fernsehserie)
- 1992: Bezness – Business – Das Geschäft mit der Sehnsucht (Bezness)
- 1992: Le sultan de la Médina
- 1992: Fifty fifty mon amour (Kurzfilm)
- 1992: El Douar (Fernsehserie)
- 1993: La guerre du Golfe... et après? (Dokumentation)
- 1993: Leïla née en France (Fernsehfilm)
- 1993: Le nombril du monde
- 1994: Palast des Schweigens (Ṣamt al-quṣūr)
- 1995: Madame Butterfly
- 1997: Bent Familia (fr. Tunisiennes)
- 1999: Aïd El Kebir (Kurzfilm)
- 2001: Die Tochter von Keltoum (fr: La fille de Keltoum)
- 2004: Le Train de Canhoca
- 2005: Viva Carthago (13-teilige Animationsserie)
- 2005: Bab el makam (fr: Passion)

### Filmregisseur
- 1969: Takrouna (Dokumentation s/w)
- 1969: Le vendeur d’eau (Spielfilm s/w)
- 1970: Il Bollerino (Diplomfilm s/w)
- 1973: Lindustrie de la chaussure (Dokumentation s/w)
- 1974: L’Olivier (Dokumentation)
- 1975: L’Université de Tunis (Dokumentation s/w)
- 1980: La Coté de corail (Dokumentation s/w)[2]

### Drehbuchautor
- 2005: Viva Carthago (13-teilige Animationsserie)
- 2005: Bab el makam (fr: Passion)

## Dokumentationen
Nachdem 2003 die Irakkrise zwischen Washington, D.C. und Bagdad zu eskalieren drohte, beschlossen 100 internationale Filmemacher unter dem Label Freedom2speak dem etwas entgegenzusetzen. In einer Dokumentation kamen 2004 die Filmschaffenden aus aller Welt zu Wort, neben Dustin Hoffman, Heino Ferch, Marie Bäumer und vielen anderen auch Ahmed Bahaeddine Attia, der mit dem Beitrag „They tore down the statues and destroyed them with American tanks, but Saddam won’t be defeated simply by destroying his statues or even by deposing him“ im Presseblatt zitiert wurde.
2007, kurz vor dem Tod von Attia, traf sich Regisseur Ridha Behi mit ihm für den Kurzfilm Ahmed Baha Eddine Attia, l'aventurier und schuf damit ein Porträt über den Filmproduzenten. In einer weiteren Dokumentation aus dem Jahr 2008 unter dem Titel Ahmed Attia, producteur malgré tout zeichnete Regisseur Khaled W. Barsaoui in „einer Skizze das Porträt von Ahmed Baha Eddine Attia, einem Mann im Aufruhr der Bilder und trotz allem ein Produzent.“